# Ilha da Rita
Ilha da Rita är en ö i Brasilien.   Den ligger i delstaten Santa Catarina, i den södra delen av landet, 1 200 km söder om huvudstaden Brasília.
I omgivningarna runt Ilha da Rita växer i huvudsak städsegrön lövskog. Runt Ilha da Rita är det ganska tätbefolkat, med 104 invånare per kvadratkilometer.